# Spider-Man: The Video Game
Spider-Man: The Video Game es un videojuego arcade de 1991 desarrollado y publicado por Sega basado en el personaje de cómic Spider-Man de Marvel Comics. El juego fue lanzado como un título de arcade basado en el hardware de Sega System 32.

## Trama
Spider-Man tiene la misión de evitar que el Doctor Doom destruya la ciudad y todos los que la habitan. El Doctor Doom ha descubierto la Piedra Filosofal que puede usarse para convertir al otro enemigo de Spider-Man, Venom, en un gigante, por lo que Spider-Man debe llegar al Doctor Doom y detener su malvado plan. El problema es que el Doctor Doom ha convocado a sus matones y a otros enemigos importantes de Spider-Man como el Doctor Octopus, Hobgoblin y Green Goblin. Sin embargo, para ayudarlo, Spider-Man tiene tres amigos dispuestos a detener a los Supervillanos. Son Hawkeye, Black Cat y Sub-Mariner. Cada uno usará sus diversos poderes y armas para salvar la ciudad.

## Jugabilidad
El juego se puede jugar como un juego para un solo jugador o hasta cuatro jugadores de forma cooperativa. Cada personaje puede hacer un movimiento especial relacionado con su superpoder que reduce su salud.
Durante los niveles, el juego cambia de un beat 'em up de desplazamiento lateral a un juego de plataformas a medida que la cámara se acerca a una vista lejana de los personajes en miniatura. Más tarde, se vuelve a acercar para que los personajes mucho más grandes y detallados continúen la pelea.
El juego se dividió en cuatro actos, conociendo a varios villanos, incluidos Kingpin, Venom y sus clones simbiontes, Doctor Octopus, Electro, Lizard, Scorpion, Sandman, Green Goblin, Hobgoblin, y finalmente Doctor Doom. Los puntajes altos están separados por personajes; por lo que una puntuación alta en Spider-Man puede no ser una puntuación alta en Hawkeye o Black Cat.
La banda sonora de Spider-Man: The Video Game también se compone parcialmente de melodías del juego de arcade de 1986, Quartet de Sega, en particular las melodías "Oki Rap" y "FM Funk" (por ejemplo, "FM Funk "aparece en la segunda etapa de Spider-Man, mientras que aparece en la tercera etapa de Quartet).

## Personajes
El juego permite al usuario jugar como uno de los cuatro héroes: Spider-Man, Black Cat, Sub-Mariner, y Hawkeye. A diferencia de muchos juegos de este tipo que asignan un determinado personaje a un determinado joystick, cualquier jugador puede elegir cualquier personaje (siempre que otro jugador no lo controle ya).
Cada héroe tiene un conjunto único de movimientos y ataques/habilidades, que podrían usarse para golpear a los malos, que se adapten a sus poderes y características, así como ataques y saltos básicos (asignados a cada uno de los dos botones).

### Spider-Man
Spider-Man es el héroe principal y el protagonista del juego, así como uno de los cuatro personajes jugables. La lista de movimientos y los ataques de Spider-Man consisten principalmente en movimientos que giran en torno a sus poderes de araña basados en la telaraña, como balancearse desde las redes y disparar explosiones de telarañas.

### Black Cat
Black Cat es uno de los otros tres personajes jugables. Atlética y acrobática como un gato, Black Cat usa una combinación de sus garras, garfio y cables para derrotar a los enemigos a lo largo del juego.

### Hawkeye
Reconocible como uno de los Vengadores, Hawkeye es el tercer personaje del juego de los cuatro héroes jugables. Como es evidente por su arma preferida, el arco y la flecha, los ataques y habilidades de Hawkeye giran en torno al uso de su arco para derrotar a los enemigos del juego.

### Sub-Mariner
Siendo un ciudadano de Atlantis, Sub-Mariner usa ataques de proyectiles a base de agua (como una explosión hidroeléctrica) para ayudarlo a derrotar a los enemigos durante todo el juego.

## Desarrollo
Spider-Man: The Video Game se exhibió en el Amusement Expo de 1991 en Las Vegas.

## Recepción
En Japón, Game Machine incluyó Spider-Man: The Video Game en su número del 1 de noviembre de 1991 como la decimocuarta unidad de juegos de mesa con mayor éxito del año.
El juego fue revisado en 1992 en Dragon #177 por Hartley, Patricia y Kirk Lesser en la columna "The Role of Computers". Los críticos le dieron al juego 5 de 5 estrellas.
La edición de noviembre de 1991 de Sinclair User le otorgó el premio compartido a los "Juegos con más probabilidades de salvar el universo" como uno de los mejores juegos de superhéroes, junto con Captain America and The Avengers y Captain Commando.
La edición de enero de 1992 de Computer and Video Games le dio una crítica positiva, elogiando la jugabilidad para cuatro jugadores, los "gráficos increíbles" con "sprites enormes bellamente animados y un impresionante efecto de acercamiento/alejamiento" y las "16 etapas diferentes" con "suficiente para que sigas bombeando los créditos".